# Protorosaurus
Protorosaurus (nghĩa là "thằn lằn đầu tiên") là một chi bò sát có bề ngoài giống thằn lằn của bộ Prolacertiformes. Nó sống vào thời kỳ Permi muộn tại nơi ngày nay là Đức. Năm 1914, một chi khủng long được phát hiện bởi Lawrence Lambe cũng được đặt tên Protorosaurus (theo ý Lambe có nghĩa là "tiền Torosaurus"). 